# Mads Sandbækken
Mads Sandbækken (født 2. juli 1987) er en norsk bowlingspiller fra Asker som repræsenterer Frogner BK. Efter sit gennembrud i 2004/2005 har Sandbækken udviklet sig til at blive en af europas Europas bedste mandlige bowlingspillere. Sandbækken har vundet NM guld individuelt i bowling i 2006 og 2007, guld i U23 VM, og i juli 2007 blev Sandbækken den yngste nogen sinne til at vinde en guldmedalje i europmesterskabet senior. Dette er den største præstation indtil videre i hans karriere. 